# Poelkapelle
Poelkapelle (în franceză Poelcappelle) este o localitate ce aparține comunei belgiene Langemark-Poelkapelle, situată în Regiunea Flamandă, în provincia Flandra Occidentală. A fost o comună de sine stătătoare din momentul separării de Langemark în 1904 până la comasarea comunelor din 1977.

## Primul Război Mondial
În timpul Primului Război Mondial, Poelkapelle se afla pe linia frontului în regiunea Ypres. În martie 1915, germanii au ocupat satul, al cărui turn al bisericii, la fel ca cel din Passendale, era folosit ca post de observație, ceea ce a declanșat tirurile armatei franceze.

## Demografie
- Surse: INS, 1831 până în 1970 = recensăminte, 1976 = numărul de locuitori la 31 decembrie[1]

## Monumente

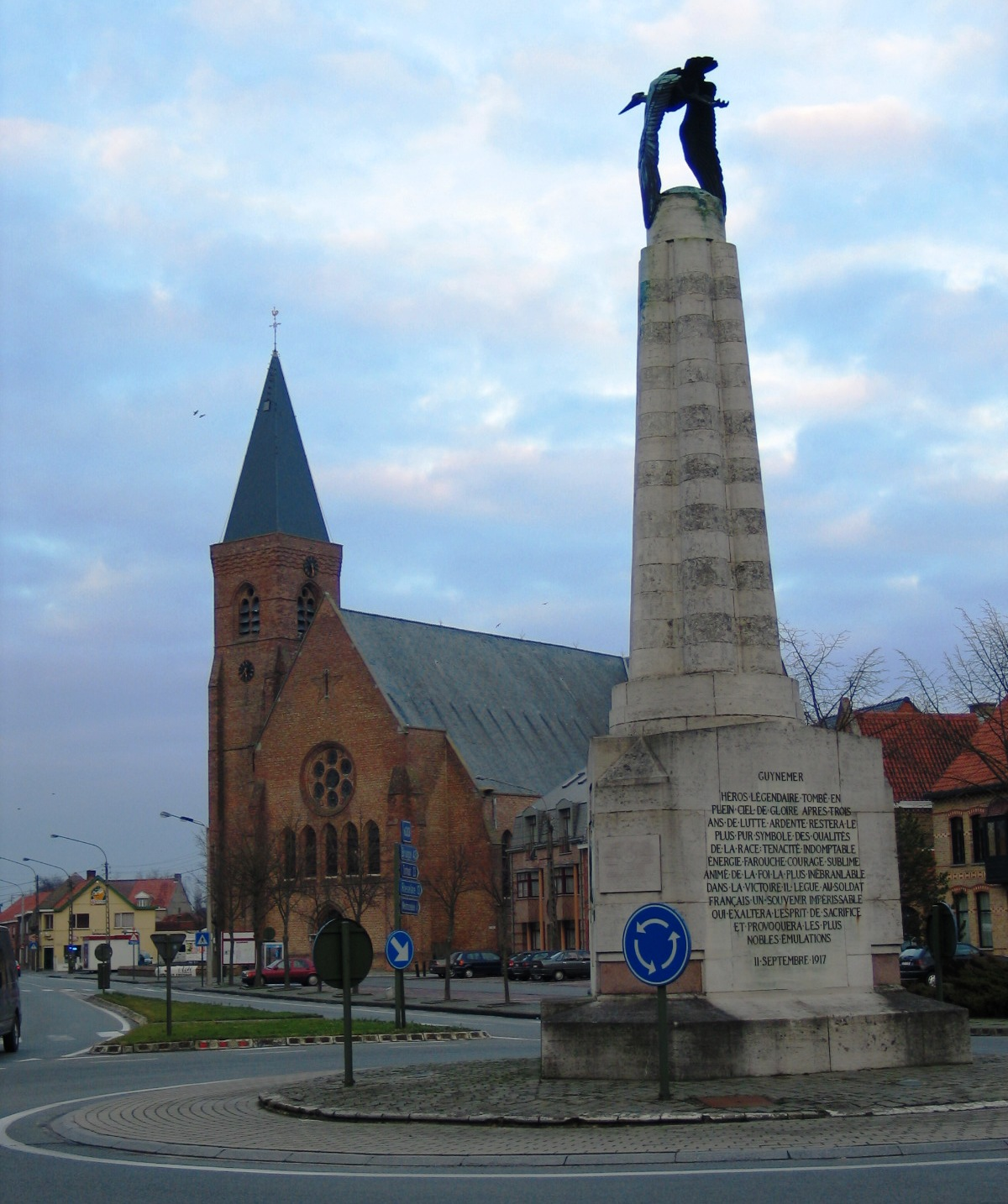
Monumentul lui Georges Guynemer

Unul dintre cele mai importante monumente din Poelkapelle este monumentul dedicat lui Georges Guynemer. Acesta a fost un pilot francez în timpul Primului Război Mondial. La 11 septembrie 1917, avionul său a fost doborât de germani. Nici avionul, nici corpul său nu au fost găsite, însă germanii au confirmat că a fost doborât de locotenentul Kurt Wissemann. Guynemer obținuse un total de 53 de victorii și supraviețuise de șapte ori după ce fusese doborât.
Franța a dorit să-l glorifice printr-un monument impresionant. Monumentul se află în centrul localității Poelkapelle și servește ca sens giratoriu. Vârful monumentului este decorat cu o barză din bronz, deoarece aceasta era simbolul escadrilei „Les Cigognes” (Barzele), în care zbura Guynemer.